# Demetrio Ducas
Demetrio Ducas o Dukas (Iraklio, Creta, hacia 1480 - Roma, hacia 1527) fue un helenista griego. 

## Biografía
Antes de su llegada a Castilla para la elaboración de la Biblia Políglota Complutense, Ducas había trabajado en Venecia preparando textos griegos para la imprenta de Aldo Manucio, por ejemplo, la sección central de los Moralia de Plutarco (1509), junto a otro helenista cretense, Marco Musuro (1470–1517), entre otros trabajos.
Fue el primer catedrático de griego de la Universidad de Alcalá (1512-1518), cargo que dejó al finalizar la impresión de la Biblia Políglota, ya fallecido el cardenal Cisneros, siendo sustituido por el erasmista y comunero Hernán Núñez. Los gastos tipográficos de los caracteres griegos y la falta de textos en griego en los colegios de Alcalá le obligaron con frecuencia a pagar de su bolsillo ediciones para sus alumnos, de lo cual se quejó amargamente.
Junto con el también helenista Juan de Vergara, Ducas tuvo a su cargo el texto griego del Nuevo Testamento en la Biblia Políglota. En España, tenía pensado supervisar la totalidad de la Biblia Políglota Complutense por encargo del cardenal Cisneros, pero diversos problemas que se fueron planteando impidieron que concluyera el trabajo, y, desengañado, marchó a Roma, donde podía encontrar más apoyo a sus trabajos.

## Reconocimiento
La ciudad de Alcalá de Henares tiene una calle dedicada a Demetrio Ducas.